# Prince de Monaco
Le prince souverain ou princesse souveraine de Monaco est le monarque et chef de l'État de la principauté de Monaco, selon la Constitution monégasque du 17 décembre 1962. Elle définit le gouvernement de la principauté comme une monarchie constitutionnelle héréditaire. Le prince de Monaco, en sa qualité de chef de l'État, représente la principauté dans ses rapports avec les puissances étrangères.
L'actuel titulaire du titre est Albert II, depuis le 6 avril 2005.

## Accession au trône
Afin de pouvoir exercer ses fonctions de prince souverain de Monaco, l'âge de la majorité est fixé à dix-huit ans. La régence est organisée par les statuts de la famille souveraine.
En général, l'héritier du trône, s'il est le fils ou la fille ainé légitime du prince souverain, porte les titres de prince héréditaire de Monaco et de marquis des Baux.

## Compétences
Le prince souverain assume les fonctions et possède les compétences suivantes :
- il nomme un certain nombre de fonctionnaires dont le ministre d'État, les membres du conseil de gouvernement, du conseil d'État, du Tribunal Suprême et du Conseil de la Couronne[1] ;
- il représente la Principauté dans ses rapports avec les puissances étrangères[1] ;
- il signe et ratifie les traités et accords internationaux. Il les communique au Conseil national, par l'intermédiaire du ministre d'État, avant leur ratification[2] ;
- il exerce le droit de grâce et d'amnistie, ainsi que le droit de naturalisation et de réintégration dans la nationalité[3] ;
- et il confère les ordres, titres et autres distinctions[4].

## Succession
L'article 10 de la Constitution dispose que « la succession au Trône, ouverte par suite de décès ou d'abdication, s'opère dans la descendance directe et légitime du Prince régnant, par ordre de primogéniture avec priorité masculine au même degré de parenté ».
En cas de défaut de descendance directe et légitime, « la succession s'opère au profit des frères et sœurs du Prince régnant et de leurs descendants directs et légitimes, par ordre de primogéniture avec priorité masculine au même degré de parenté ». L'article ajoute : « si l'héritier qui aurait été appelé à monter sur le Trône en vertu des alinéas précédents est décédé ou a renoncé avant l'ouverture de la succession, la dévolution s'opère au profit de ses propres descendants directs et légitimes, selon l'ordre de primogéniture avec priorité masculine au même degré de parenté ».
Enfin, si les dispositions précédentes ne permettent de pourvoir à la vacance du trône, « la succession s'opère au profit d'un collatéral désigné par le Conseil de la Couronne sur avis conforme du Conseil de régence. Les pouvoirs princiers sont provisoirement exercés par le Conseil de régence ».
L'héritier du trône, s'il n'est pas membre de la famille princière, doit obligatoirement adopter le nom et les armes des Grimaldi.

## Titres et prédicat
Le prince souverain de Monaco est désigné comme altesse sérénissime, prédicat accordé par le roi Louis XIV.
De plus, le prince a un certain nombre d'autres titres rarement utilisés, seul celui de marquis des Baux peut désigner le prince héritier de la principauté. Le prince Rainier III était l'homme le plus titré de la planète avec 142 titres officiels.
Les autres titres sont tous devenus monégasques après la Révolution française :
- duc de Valentinois
- duc de Mazarin
- duc de Mayenne
- prince de Château-Porcien
- marquis de Chilly-Mazarin
- marquis de Guiscard
- marquis de Bailli
- comte de Carladès
- comte de Ferrette, de Belfort, de Thann et de Rosemont
- comte de Torigni (par le mariage de Marguerite, fille d'Olivier de Mauny avec un Goyon de Matignon en 1421)
- comte de Longjumeau
- comte de Clèdes
- baron de Calvinet
- baron du Buis
- baron de La Luthumière
- baron de Hambye
- baron d'Altkirch
- baron de Saint-Lô
- seigneur d'Issenheim
- seigneur de Saint-Rémy
- sire de Matignon